# Gaston Rébuffat
Gaston Rébuffat (Marsiglia, 7 maggio 1921 – Bobigny, 31 maggio 1985) è stato un alpinista e guida alpina francese.
È stato uno dei più forti alpinisti francesi degli anni quaranta e cinquanta, con diverse prime salite e molte ripetizioni delle vie più difficili dell'epoca. La sua via del 1956 sulla parete sud dell'Aiguille du Midi, allora inviolata, è divenuta una via classica.
È stato il primo alpinista a completare la trilogia delle pareti nord delle Alpi e a salire tutte e sei le classiche pareti nord delle Alpi, tra il 1945 (Grandes Jorasses) e il 1952 (Eiger).

## Biografia
Iniziò a compiere arrampicate a 14 anni nelle falesie vicino a casa, presso le Calanques e alla montagna di Sainte Victoire. D'estate compì le prime ascensioni sul massiccio degli Écrins e sul Monte Bianco. 
Nel 1937 si iscrisse al Club Alpino Francese (sezione alta Provenza). 
Nel 1941 entrò nella Jeunesse et Montagne, un'associazione nata dalla Armée de l'air, l'aeronautica militare francese, fondata da Valgaudemar. Qui conobbe Lionel Terray che diventò suo compagno in molte scalate. Nel 1942, si trasferì poi a Chamonix dove lavorò nella fattoria del suo amico Lionel Terray, e poi divenne guida alpina. Nel 1944 divenne istruttore all'École nationale d'alpinisme, e nel 1945 entrò a far parte della Compagnie des guides de Chamonix, sotto la tutela di Alfred Couttet. 
Nel 1945, insieme a Édouard Frendo, riuscì a compiere la seconda salita della via Cassin sulla parete nord delle Grandes Jorasses. Ad essa seguiranno le altre cinque classiche pareti nord delle Alpi, che si concluderanno con l'Eiger nel 1952.
Sciatore modesto, guida all'estate, ma invece di essere un istruttore di sci in inverno, si cimenta nella scrittura.
Figlio di una modesta sarta, e sposato con la figlia di un architetto, i suoi suoceri gli fecero capire che doveva offrirgli un notevole stile di vita, cosa che gli fece scegliere per primi dei clienti facoltosi. 
Sulla salita delle sei pareti nord, e su altre arrampicate realizzò nel 1955 il film documentario Étoiles et Tempêtes (Stelle e Tempeste). Il film vinse il Trento Filmfestival del 1955.
Nel 1950 prese parte alla spedizione francese all'Annapurna I, la prima spedizione a raggiungere la vetta di un ottomila. Ne fecero parte gli alpinisti Maurice Herzog, Jean Couzy, Marcel Schatz, Louis Lachenal e Lionel Terray. Herzog e Lachenal raggiunsero la vetta il 3 giugno. Non arrivò in cima, ma con Terray, ha salvato Lachenal e Herzog, vincendo il Guy Wildenstein Award dell'Accademia dello Sport.
Nel 1958, è stato il regista dedicato alla montagna nel film della Walt Disney Pictures, Le Troisième Homme sur la montagne (1959), girato a Zermatt, in Svizzera, ai piedi del Cervino.
È stato un apprezzato scrittore di libri di montagna, come le guide sui massicci del Monte Bianco e degli Écrins e i racconti delle sue imprese.
Sono celebri inoltre alcune sue foto che lo ritraggono in piedi in cima ad aguzzi pinnacoli nel massiccio del Monte Bianco, come sulle Lame di Planpraz (copertina di Il massiccio del Monte Bianco - Le 100 più belle ascensioni) e sulla Aiguille de Roc.
Morì di cancro in ospedale a Bobigny il 31 maggio 1985 all'età di 64 anni. La tomba di Gaston Rébuffat si trova nel cimitero di Chamonix-Mont Blanc.
Un anno prima della sua morte fu nominato ufficiale della Legion d'Onore.

## Salite sulle Alpi

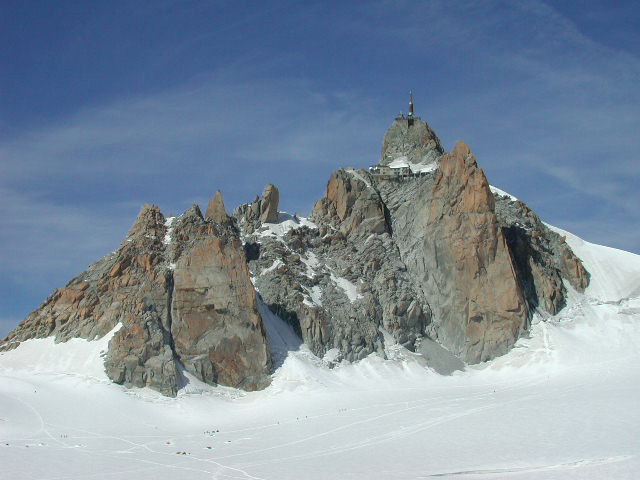
A destra nella foto, la parete sud dell'Aiguille du Midi, salita per la prima volta da Rébuffat e Bacquet nel 1956.

- Cresta sud-ovest integrale - Aiguille des Pélerins - 10 ottobre 1943 - Prima salita con Édouard Frendo e Lionel Terray.[4]
- Via Rébuffat - Pavé - 1944 - Prima salita con Maurice Chevalier.[5]
- Via Rébuffat - 26 luglio 1944 - Grand Pic de Belledonne - Prima salita con Maurice Chevalier.[6]
- Via Rébuffat-Terray - Aiguille des Pélerins - 10 agosto 1944 - Prima salita con Lionel Terray.[7]
- Via Cassin - Grandes Jorasses - 1945 - Seconda salita con Édouard Frendo della via di Riccardo Cassin del 1938.
- Via Allain-Leininger - Petit Dru - 1946 - Salita con René Mallieux.
- Via Cassin - Pizzo Badile - 1948 - Seconda salita con Bernard Pierre.
- Via Schmid - Cervino - 1949 - Quinta salita e prima francese con Raymond Simond.
- Via Comici-Dimai - Cima Grande di Lavaredo - 1949 - Salita con Gino Soldà della via di Emilio Comici del 1931.
- Via Heckmair - Eiger - 1952 - Ottava salita con Paul Habran, Guido Magnone, Pierre Leroux et Jean Bruneau.
- Via Rébuffat - Aiguille du Midi - 13 luglio 1956 - Prima salita con Maurice Bacquet. Prima via sull'allora inviolata parete sud.[8]
- Via Rébuffat - Sperone dei Cosmiques - 13 agosto 1956 - Prima salita con Bernard Pierre.[9]
- Via Bonatti Pilier Sud Ovest del Dru 1961 Gaston Rebuffat, Christian Mollier e Pierre Cretton
- Goulotte Rébuffat - Tour Ronde - 31 luglio 1967 - Prima salita con Robert Mazars.[10]

## Libri
- Calanques, avec Gabriel-M. Ollive, Arthaud, Collection Belles Pages.
- L'Apprenti montagnard, Éditions Vasco, Collection Grands Vents
- Étoiles et tempêtes, Éditions Arthaud, 1954.
- Du Mont-Blanc à l'Himalaya, Éditions Arthaud, Collection Belles Pages, 1955.
- La Piste des cimes, Éditions Spes, 1961.
- Entre Terre et Ciel, Éditions Arthaud, 1962, album du film éponyme.
- Mont-Blanc, jardin féerique, Librairie Hachette 1962 & Éditions Guérin 2003.
- Un guide raconte..., Éditions Hachette, 1964
- Glace, Neige et Roc, Éditions Hachette
- Cervin, cime exemplaire
- Cervin, Belle époque, Édition Grand Vents, 1983
- La Montagne est mon domaine, Éditions Hoëbeke, collection Retour à la montagne 1994.
- Le Massif du Mont-Blanc - Les 100 plus belles courses, Éditions Denoël, 1973.
- Le Massif des Écrins - Les 100 plus belles courses, Éditions Denoël, 1974.
- Calanques, Saint-Baume, Sainte-Victoire - Les 400 plus belles escalades et randonnées, Éditions Denoël, 1980.
- Chamonix Mont-Blanc 1900, Éditions Grands Vents, 1983.
- À la rencontre du soleil, Édition Sélection du Reader's Digest, 1971.
- Les 100 plus belles courses - le massif du Mont-Blanc, Éditions Denoël, 1973.
- Les 100 plus belles courses - le massif des Écrins, Éditions Denoël, 1975.
- Les 100 plus belles courses et randonnées - les Calanques, massif de la Sainte Baume et Sainte Victoire, Éditions Denoël, 1980.

## Film
- 1953 : Des hommes et des montagnes, court métrage documentaire de Jean-Jacques Languepin et Gaston Rébuffat
- 1953 : Flammes de pierres tourné en 1953.
- 1955 : Étoiles et Tempêtes réalisé en 1955 par Gaston Rébuffat, images de Georges Tairraz avec Maurice Baquet. Film en couleur, Grand Prix du festival de Trente.
- 1961 : Entre Terre et Ciel réalisé en 1961 par Gaston Rébuffat, images de Georges Tairraz et Pierre Tairraz. Film en couleur, Grand Prix du 10e festival international du film de montagne et d'exploration de Trente, en Italie.
- 1974 : Les horizons gagnés réalisé en 1974 par Gaston Rébuffat, images de René Vernadet.

## Riconoscimenti
- Gran Premio al Trento Filmfestival del 1955 per "Étoiles et Tempêtes".[2]